# Burg Axelmannstein
Die Burg Axelmannstein, auch Burg Achselmannstein geschrieben, ist eine abgegangene Burg und ein späteres Schloss in Bad Reichenhall, im Landkreis Berchtesgadener Land in Bayern. Die Burgstelle ist heute mit dem Hotel Axelmannstein überbaut und Bodendenkmal. 

## Geschichte
Die Burg wurde erstmals 1017 im Urbarium des Benediktinerklosters Tegernsee als „Ehsilmannstein“ erwähnt, sie war damals Sitz der Familie Allmannstein. Dieser Edelsitz blieb bis ins 14. Jahrhundert im Besitz des Klosters. Danach folgen als Besitzer die Grafen von Achseln, bis 1834 das Renaissance-Schloss, ein spätmittelalterlicher Giebelbau mit vier runden Ecktürmen, abbrannte. Nach weiteren Besitzerwechseln wurde von 1909 bis 1911 nach Abriss der Folgegebäude auf deren Grundmauern das heute denkmalgeschützte Grandhotel Axelmannstein errichtet.

## Beschreibung
Der Burgstall und das abgegangene Schloss sind heute ein eingetragenes Bodendenkmal, als „untertägige spätmittelalterliche und frühneuzeitliche Befunde im Bereich des ehem. Schlosses Axelmannstein in Bad Reichenhall und seiner Vorgängerbauten“ geführt. Das heutige Gebäude des Hotels Axelmannstein steht unter Denkmalschutz.